# Immagine italiana
Immagine italiana è il diciassettesimo album del cantante italiano Gianni Morandi, pubblicato dall'etichetta discografica RCA nel 1984.
L'album è prodotto da Alessandro Blasetti e Al Garrison, mentre gli arrangiamenti sono curati da Michele Santoro.
Dal disco vengono tratti i singoli Nel silenzio splende/Mi manchi, il cui brano principale viene inciso nello stesso anno da Milva e inserito nell'album Corpo a corpo, pubblicato l'anno seguente.
Per la prima volta viene qui incisa La storia di Francesco De Gregori, scritta dal cantautore romano (e da lui portata poi al successo negli anni successivi) su richiesta di Morandi.

## Tracce

### Lato A
1. Mi manchi (Mimmo Cavallo)
2. Luna nuova (Francesco Di Giacomo, Riccardo Cocciante)
3. Nel silenzio splende (Giancarlo Bigazzi)
4. Romanzo d'appendice (Mogol, Amedeo Minghi)

### Lato B
1. Nuova gente (Mogol, Gianni Bella)
2. Scivolando (Mogol, Ginetto Marielli, Nicola Donatelli)
3. L'uomo misterioso (Mogol, Pietro Fara, Gianni Morandi)
4. Azzurra storia (Mogol, Nicola Donatelli, Gianni Morandi)
5. La storia (Francesco De Gregori)